# Рікарду Орта
Рікарду Орта (порт. Ricardo Horta, нар. 15 вересня 1994, Собреда) — португальський футболіст, фланговий півзахисник клубу «Брага» та національної збірної Португалії.

## Клубна кар'єра
Народився 15 вересня 1994 року в місті Собреда. Розпочав грати у футбол у «Гінасіу Корроюш», з якої 2004 року перейшов в академію «Бенфіки». У 2011 році він перейшов у молодіжну систему клубу «Віторії» (Сетубал). 
7 квітня 2013 року в матчі проти «Ріу Аве» Орта дебютував за сетубальський клуб у Сангріш-лізі. 9 грудня у поєдинку проти «Академіки» Рікарду забив свій перший гол за нову команду. Всього провів у команді два сезони, взявши участь у 34 матчах чемпіонату.
Влітку 2014 року Орта перейшов до іспанської «Малаги». 23 серпня в матчі проти «Атлетіка» він дебютував у Ла Лізі. 6 січня 2015 року в двобої Кубку Іспанії проти «Леванте» Орта забив свій перший гол за «Малагу». А вже 28 лютого в матчі проти «Хетафе» він забив свій перший гол і у чемпіонаті Іспанії. Загалом відіграв за клуб з Малаги наступні два сезони своєї ігрової кар'єри, проте в другому втратив місце в основі.
Влітку 2016 року Орта на правах оренди перейшов в «Брагу». 
Після закінчення оренди гравець підписав повноцінний контракт з «Брагою».

## Виступи за збірні
2013 року дебютував у складі юнацької збірної Португалії. В складі збірної до 19 років взяв участь у юнацькому чемпіонаті Європи у Литві. На турнірі він зіграв у матчах проти однолітків з Іспанії, Нідерландів, Литвита Сербії. У поєдинку проти голландців Рікарду забив гол, а португальці стали півфіналістами турніру. Всього взяв участь у 5 іграх на юнацькому рівні, відзначившись 2 забитими голами.
Протягом 2014—2016 років залучався до складу молодіжної збірної Португалії. У складі збірної до 20 років став бронзовим призером Турніру в Тулоні у 2014 році, а у складі збірної до 21 року став фіналістом молодіжного Євро-2015, забивши один з голів у півфіналі німцям. Загалом на молодіжному рівні зіграв у 18 офіційних матчах, забив 8 голів.
7 вересня 2014 року дебютував в офіційних іграх у складі національної збірної Португалії в матчі відбіркового турніру чемпіонату Європи 2016 року проти збірної Албанії (0:1), замінивши у другому таймі Вільяма Карвалью. Наразі провів у формі головної команди країни 1 матч.
| Дата       | Місто  | Господарі  | Результат | Гості   | Турнір            | Голи | Примітки |
| ---------- | ------ | ---------- | --------- | ------- | ----------------- | ---- | -------- |
| 07-09-2014 | Авейру | Португалія | 0 – 1     | Албанія | Відбір до ЧЄ 2016 | -    | 56'      |
| Усього     |        | Матчів     | 1         |         | Голів             | 0    |          |

## Особисте життя
Має молодшого брата Андре, який також став футболістом і разом з Рікарду виступає за «Брагу».

## Титули і досягнення
- Володар Кубка португальської ліги (2):

«Брага»: 2019-20, 2023-24
- Володар Кубка Португалії (1):

«Брага»: 2020-21